# 李雄平
李 雄平（イ・ウンピョン、朝鮮語: 이웅평/李雄平、1954年9月28日 - 2002年5月4日）は、大韓民国の軍人。
朝鮮民主主義人民共和国での名はリ・ウンピョン（리웅평/漢字は同じ）。

## 経歴
朝鮮民主主義人民共和国平安南道大同郡清渓里（現・平壌直轄市龍城区域清渓洞）にて平壌特別市社会安全部少佐であった父のもとに生まれた。
1983年2月25日、ロケット射撃訓練のため編隊して价川飛行場を出発し、MiG-19を操縦していたが編隊を離脱し、大韓民国へ向かった。途中韓国空軍に迎撃されそうになると翼を振り亡命の意思を示し、その後韓国空軍の誘導によって韓国に亡命した。亡命後は大韓民国の空軍少佐を務め、結婚して1男1女をもうけた。以後も大韓民国の空軍で要職を務めた。肝不全により47歳で死去した。

## 私生活
暗殺を恐れ生活には気を使い、毒性があると変色する銀製品を使うようにしていたという。